# Swedish GT Series 2011
Swedish GT Series 2011 är den andra säsongen av det svenska Gran turismo-mästerskapet, Swedish GT Series. Nyheter till den här säsongen är att mästerskapet ingår i det nybildade Swedish Racing League och att man nu lagt till ytterligare en tävlingsklass, kallad GTC. Säsongen inleddes på Anderstorp Raceway den 15 maj och kommer att avslutas den 20 augusti på Ring Knutstorp.

## Tävlingskalender
| Datum         | Bana                  | Segrare GTA - Team              | Segrare GTB - Team           | Segrare GTC - Team               |
| Datum         | Bana                  | Segrare GTA - Förare            | Segrare GTB - Förare         | Segrare GTC - Förare             |
| ------------- | --------------------- | ------------------------------- | ---------------------------- | -------------------------------- |
| 15 maj        | Anderstorp Raceway    | #22 Alfab Racing                | #1 IKC Autoropa              | #90 Förenade Racing              |
| 15 maj        | Anderstorp Raceway    | Erik Behrens Daniel Roos        | Martin Nelson Mikael Ohlsson | Joakim Söderström                |
| 3-4 juni      | Mantorp Park          | #43 WestCoast Racing            | #1 IKC Autoropa              | #99 Mattsson Fasteners           |
| 3-4 juni      | Mantorp Park          | Fredrik Lestrup Lars Stugemo    | Martin Nelson Mikael Ohlsson | Ingvar Mattsson Niklas Johansson |
| 23 juli       | Falkenbergs Motorbana | #43 WestCoast Racing            | #1 IKC Autoropa              | #57 WestCoast Racing             |
| 23 juli       | Falkenbergs Motorbana | Fredrik Lestrup Fredrik Larsson | Martin Nelson Mikael Ohlsson | Richard Trange Lars Weigl        |
| 5-6 augusti   | Anderstorp Raceway    | #43 WestCoast Racing            | #1 IKC Autoropa              | #57 WestCoast Racing             |
| 5-6 augusti   | Anderstorp Raceway    | Fredrik Lestrup Fredrik Larsson | Martin Nelson Mikael Ohlsson | Richard Trange Gustav Bard       |
| 19-20 augusti | Ring Knutstorp        |                                 |                              |                                  |
| 19-20 augusti | Ring Knutstorp        |                                 |                              |                                  |

## Team och förare
| Bilmärke              | Team                   | Nr | Förare                   | Race   | Klass |
| --------------------- | ---------------------- | -- | ------------------------ | ------ | ----- |
| Ferrari 458 Challenge | IKC Autoropa           | 1  | Martin Nelson            | 1 →    | GTB   |
| Ferrari 458 Challenge | IKC Autoropa           | 1  | Mikael Ohlsson           | 1 →    | GTB   |
| Porsche 997 GT3       | Bilteknik Motorsport   | 4  | Carl-Olov Carlsson       | 1      | GTA   |
| Porsche 997 GT3       | Bilteknik Motorsport   | 4  | Daniel Haglöf            | 1 → 2  | GTA   |
| Porsche 997 GT3       | Bilteknik Motorsport   | 4  | Peter "Poker" Wallenberg | 2      | GTA   |
| Porsche GT3 Cup S     | Westend Racing         | 6  | Jorma Vanhanen           | 1, 3 → | GTA   |
| Porsche 996 Cup       | Naverviken             | 7  | Emil Persson             | 4 →    | GTC   |
| Porsche 996 Cup       | Naverviken             | 7  | Reine Svensson           | 4 →    | GTC   |
| Porsche 997 Cup       | Ricknäs Motorsport     | 9  | Håkan Ricknäs            | 1 →    | GTB   |
| Porsche 997 Cup       | Ricknäs Motorsport     | 9  | Jocke Mangs              | 1 →    | GTB   |
| Ferrari 430           | Alfab Racing           | 11 | Lennart Bohlin           | 4 →    | GTB   |
| Ferrari 430           | Alfab Racing           | 11 | Torbjörn Holmstedt       | 4 →    | GTB   |
| Porsche 996 Cup       | AXN Endurance Racing   | 14 | Hans Holmlund            | 1, 4 → | GTB   |
| Porsche 996 Cup       | AXN Endurance Racing   | 14 | Jonas Sahlander          | 1, 4 → | GTB   |
| Ferrari 458 Challenge | IKC Autoropa           | 18 | Tommy Lindroth           | 1 → 3  | GTB   |
| Ferrari 458 Challenge | IKC Autoropa           | 18 | Stefan Johansson         | 2      | GTB   |
| Ferrari 458 Challenge | IKC Autoropa           | 18 | Alx Danielsson           | 3      | GTB   |
| Audi R8 Le Mans GT3   | Brunstedt Motorsport   | 21 | Jan Brunstedt            | 1 →    | GTA   |
| Audi R8 Le Mans GT3   | Brunstedt Motorsport   | 21 | Andreas Simonsen         | 3 →    | GTA   |
| Audi R8 Le Mans GT3   | Alfab Racing           | 22 | Erik Behrens             | 1 →    | GTA   |
| Audi R8 Le Mans GT3   | Alfab Racing           | 22 | Daniel Roos              | 1 →    | GTA   |
| Porsche 911 Cup GT3   | WRS Tekniksupport      | 25 | Mikael Bender            | 1      | GTB   |
| Ferrari 360 Challenge | IKC Autoropa           | 31 | Lars Edvardsson          | 1      | GTC   |
| Porsche 997           | Movit Racing           | 33 | Thomas Hall              | 3      | GTB   |
| Porsche 997           | Bilteknik Motorsport   | 37 | Daniel Haglöf            | 3      | GTB   |
| Porsche 997           | Bilteknik Motorsport   | 37 | Peter "Poker" Wallenberg | 3      | GTB   |
| BMW Z4 GT3            | WestCoast Racing       | 43 | Martin Öhlin             | 1      | GTA   |
| BMW Z4 GT3            | WestCoast Racing       | 43 | Magnus Öhman             | 1      | GTA   |
| BMW Z4 GT3            | WestCoast Racing       | 43 | Fredrik Lestrup          | 2 →    | GTA   |
| BMW Z4 GT3            | WestCoast Racing       | 43 | Lars Stugemo             | 2      | GTA   |
| BMW Z4 GT3            | WestCoast Racing       | 43 | Fredrik Larsson          | 3 →    | GTA   |
| Ferrari 430 GT        | RSR Racing             | 44 | Pär Lindstedt            | 1      | GTB   |
| Ferrari 360 Challenge | Euroracing             | 50 | Kari Mäkinen             | 2 →    | GTC   |
| Ginetta G50           | Bilteknik Motorsport   | 51 | Pelle Svensson           | 1      | GTC   |
| Ginetta G50           | Bilteknik Motorsport   | 51 | Hampus Rydman            | 1, 3 → | GTC   |
| Ginetta G50           | Bilteknik Motorsport   | 51 | Johan Lindbrandt         | 3      | GTC   |
| Porsche 997           | After Fifty Motorsport | 52 | Magnus Berggren          | 2      | GTB   |
| BMW M3 GT4            | WestCoast Racing       | 57 | Nils Simonsson           | 2      | GTC   |
| BMW M3 GT4            | WestCoast Racing       | 57 | Richard Trange           | 2 →    | GTC   |
| BMW M3 GT4            | WestCoast Racing       | 57 | Lars Weigl               | 3      | GTC   |
| BMW M3 GT4            | WestCoast Racing       | 57 | Gustav Bard              | 4 →    | GTC   |
| Ferrari 360 GT        | auto-mobil.se          | 69 | Jan-Eric Lindgren        | 1 →    | GTC   |
| Ferrari 360 GT        | auto-mobil.se          | 69 | Martin Sventén           | 1 →    | GTC   |
| BMW M3 GT4            | Förenade Racing        | 90 | Joakim Söderström        | 1 →    | GTC   |
| Porsche 997 Cup       | Mattsson Fasteners     | 99 | Ingvar Mattsson          | 1      | GTB   |
| Porsche 997 Cup       | Mattsson Fasteners     | 99 | Johan Stureson           | 1      | GTB   |
| Chevron GR8           | Mattsson Fasteners     | 99 | Ingvar Mattsson          | 2      | GTC   |
| Chevron GR8           | Mattsson Fasteners     | 99 | Niklas Johansson         | 2      | GTC   |
| Chevron GR8           | Mattsson Fasteners     | 99 | Ingvar Mattsson          | 3 →    | GTB   |
| Chevron GR8           | Mattsson Fasteners     | 99 | Niklas Johansson         | 3 →    | GTB   |
| Ford GT3              | Kuismanen Competition  | ?  | Pertti Kuismanen         | 2      | GTA   |
| Porsche               | Westlife Motorsport    | ?  | Peter Jervemyr           | 2      | GTA   |
| Porsche               | Westlife Motorsport    | ?  | Jan West                 | 2      | GTA   |
| Porsche 996           | AXN Motorsport         | ?  | Paul Eriksson            | 2      | GTC   |
| Porsche 996           | AXN Motorsport         | ?  | Hans Holmlund            | 2      | GTC   |